# 闫政达
闫政达（1954年12月—），山东省淄博市人，汉族，中华人民共和国政治人物。

## 人物生平
曾任云南省交通运输厅巡视员、总经济师、云南省交通投融资担保有限公司董事长、云南曲陆高速公路公司董事长等职务。2014年1月，因涉嫌犯受贿罪，由最高人民检察院决定对其指定居所监视居住；同年4月25日，由红河州人民检察院决定刑事拘留；同年5月12日，由云南省人民检察院决定逮捕，红河州公安局执行逮捕。2015年5月，以受贿罪判处其有期徒刑11年，并处没收个人财产人民币40万元。